# Humphrey Swingler
Humphrey Charles Swingler (* 1. April 1912 in Aldershot, Vereinigtes Königreich; † 1987) war ein britischer Filmproduzent, Filmregisseur und Filmemacher, der 1973 für einen Oscar nominiert war.

## Biografie
Swingler begann sein Berufsleben nach seinem Studium in Oxford als Lehrer in den Malvern Hills. Er entstammte einer wohlhabenden, unkonventionellen Familie. Seine Brüder waren der Labour-Politiker Stephen Swingler und der Dichter Randall Swingler, der über den Zweiten Weltkrieg schrieb. Ein Berufswechsel brachte Humphrey Swingler als Film Editor zu den Merton Park Studios. Da er schon immer ein Filmfan war, sah er im Dokumentarfilm eine Möglichkeit, ein weitaus größeres Publikum als im Klassenzimmer zu erreichen. Nach seinen Anfängen als Film Editor arbeitete er zwei Jahre als Autor und Regisseur bei der britischen Version von The March of Time. Danach kehrte er für zwei Jahre in seinen Beruf als Lehrer zurück und gründete eine eigene Schule in Dorset. Als der Krieg ausbrach, wurde Swingler gebeten, der Filmabteilung des Informationsministeriums beizutreten. Dem kam er nach und überließ die Schule sich selbst. Während seiner Arbeit für die Regierung verbrachte er seine Zeit oft in den Schneideräumen der Crown Film Unit.
Nach dem Krieg trat Swingler als Regisseur bei Greenpark Productions Ltd. ein, wo er die längste Zeit seiner Karriere verbrachte. Greenpark Productions war bekannt für schillernde, lyrische Kurzfilme. 1950 wurde er Geschäftsführer von Greenpark Productions. In dieser Funktion produzierte er die Kinomagazinserie Oil Review für die Anglo-Iranian Oil Company. Bei dem Kurzfilm The Frasers of Cabot Cove führte Swingler 1949 Regie, gedreht wurde er von Greenpark Productions in Neufundland, Labrador und Kanada. Der von Swingler inszenierte Film Nines Was Standing (1950) war die einzige Zusammenarbeit zwischen Greenpark und dem National Coal Board (NCB), ein temperamentvoller Film im düsteren Katalog von NCB und auf eine bescheidene Art liebenswert. Swinglers spätere Credits zeugen von der wachsenden Bevorzugung von Öl gegenüber Kohle als Energiequelle und als Sponsor von Dokumentarfilmen. Viele der bedeutendsten Filme von BP, von der Klassenzimmerserie Oil Review No. 18 (1953) über Mikhali (1960) bis hin zum bedeutsamen The Shadow of Progress (1970) tragen den Namen des Produzenten Swingler.
Für den 1972 erschienenen Dokumentar-Kurzfilm The Tide of Traffic unter der Regie von Derek Williams erhielt Swingler eine Oscarnominierung und eine Auszeichnung bei den Internationalen Filmfestspielen von Venedig. In dem Film geht es um Umweltbelastung und Beeinträchtigung der städtischen Umwelt durch Autos.

## Filmografie (Auswahl)
- 1946: Children on Trial (Cutter)
- 1947: Downlands (Kurzfilm; Regie)
- 1949: The Frasers of Cabot Cove (Kurzfilm; Regie)
- 1950: Nines Was Standing (Kurzfilm; Regie)
- 1951: West of England (Kurzfilm; Regie)
- 1952: Journey to the Sea (Kurzfilm; Produzent)
- 1952: A Case for Handling (Kurzfilm; Produzent)
- 1952: Persian Story (Kurzfilm; Ausführender Produzent)
- 1953: Oil Review No. 18 (Kurzfilm; Produzent)
- 1954: Mystery at Monstein (Kurzfilm; Produzent)
- 1958: Oxford (Kurzfilm; Produzent)
- 1959: Port of London (Kurzfilm; Produzent)
- 1959: British Locomotives (Kurzfilm; Produzent)
- 1960: Mikhali (Kurzfilm; Produzent)
- 1960: Rivers at Work (Kurzfilm; Ausführender Produzent)
- 1963: A True Story of One Man and His Bank (Kurzfilm; Ausführender Produzent)
- 1964: The Poet’s Eye (Kurzfilm; Produzent)
- 1965: A Letter from Liz (Video; Produzent)
- 1966: The Midland Overseas (Kurzfilm; Produzent)
- 1970: The Shadow of Progress (Kurzfilm; Produzent)
- 1972: The Tide of Traffic (Kurzfilm; Produzent)

## Auszeichnung
Academy Awards 1973
- Oscarnominierung für und mit The Tide of Traffic in der Kategorie „Bester Dokumentar-Kurzfilm“